# David Giuntoli
David Giuntoli, född den 18 juni 1980 i Milwaukee i Wisconsin, är en amerikansk skådespelare. Han är bland annat känd för att spela huvudrollen i TV-serien Grimm som Nick Burkhardt.